# Krakówkowice
Krakówkowice (po 1945 r. Krakowiec, niem. Krackwitz) – przysiółek wsi Piotrowice Nyskie w Polsce, położony w województwie opolskim, w powiecie nyskim, w gminie Otmuchów.

## Nazwa
W księdze łacińskiej Liber fundationis episcopatus Vratislaviensis (pol. Księga uposażeń biskupstwa wrocławskiego) spisanej za czasów biskupa Henryka z Wierzbna w latach 1295–1305 miejscowość wymieniona jest w zlatynizowanej formie Crecowitz w szeregu wsi lokowanych na prawie polskim iure polonico. W okresie hitlerowskiego reżimu w latach 1936-1945 miejscowość nosiła nazwę 'Wiesental O.S.